# Eliceni
In chimica organica, con il termine eliceni si indicano dei composti aromatici policiclici nei quali alcuni anelli benzenici o altri gruppi funzionali aromatici (di numero non inferiore a 5) sono disposti in una maniera angolata, dando luogo ad una struttura molecolare di forma elicoidale.
La chimica degli eliceni presenta particolari caratteristiche strutturali, spettroscopiche e ottiche.

## Chiralità
Gli eliceni presentano chiralità, sebbene non presentino carboni asimmetrici o centri stereogenici (si parla in questo caso di "chiralità inerente"). Infatti a seconda del verso di rotazione della molecola (orario o antiorario) una molecola di elicene può essere destrogira o levogira, e tali enantiomeri (o isomeri ottici) non sono tra loro sovrapponibili.

## Sintesi
Il primo esaelicene fu sintetizzato nel 1956 da M. S. Newman e D. Lednicer sfruttando la reazione di Friedel-Crafts su reagenti carbonilici.
Nel 1975 il [14]Elicene è stato sintetizzato per fotociclizzazione di un precursore della famiglia dello stilbene.
L'elicene è stato sintetizzato per metatesi olefinica di un composto divinilico (preparato a sua volta a partire dall'1,1'-bi-2-naftolo), sfruttando un catalizzatore di Grubbs: